# Paracaryum
Paracaryum es un género de plantas con flores perteneciente a la familia Boraginaceae. Comprende 102 especies descritas y de estas solo 3 aceptadas.

## Descripción
Son hierbas anuales o perennes decumbentes. Hojas basales pecioladas. Flores bracteadas o no, azules o tonos de color púrpura-marrón. Cáliz 5-partido, ampliado en la fruta. Corola cilíndrica  en forma ± acampanada. Núculas 4,  superficie dorsal glabra o con protuberancias; márgenes con alas.

## Taxonomía
El género fue descrito por (A.DC.) Boiss.  y publicado en Diagnoses Plantarum Orientalium Novarum 2(11): 128. 1849.

## Especies aceptadas
A continuación se brinda un listado de las especies del género Paracaryum aceptadas hasta septiembre de 2013, ordenadas alfabéticamente. Para cada una se indica el nombre binomial seguido del autor, abreviado según las convenciones y usos.
- Paracaryum micranthum (DC.) Boiss.
- Paracaryum physodes H. Rield
- Paracaryum rugulosum (DC.) Boiss.